# Euconocephalus ultimus
Euconocephalus ultimus är en insektsart som först beskrevs av Krauss 1904.  Euconocephalus ultimus ingår i släktet Euconocephalus och familjen vårtbitare. Inga underarter finns listade i Catalogue of Life.